# Portræt af Marie Triepcke
Portræt af Marie Triepcke er et maleri af Bertha Wegmann fra 1885. Det betragtes som et hovedværk. Marie blev gift med P.S. Krøyer i 1889. Maleriet har fået det største hammerslag for et værk af en kvindelig kunstner i Danmark, med prisen 3.100.000 kr. Maleriet er med støtte fra Aage og Johanne Louis-Hansens Fond, Augustinus Fonden og Ny Carlsbergfondet købt af Den Hirschsprungske Samling, sammen med maleriet Interiør med markbuket, kunstnerens malerkasse, palet og en halvt røget cerut, også malet af Wegmann.
De to nyerhvervelser betyder, at Den Hirschsprungske Samling nu har 12 værker af Bertha Wegmann i sin samling. Museet har som en del af dets strategi i de senere år arbejdet på at udvide samlingen af kvindelige 1800-tals kunstnere i museets samlinger. Den Hirschsprungske Samling har planer om at lave en udstilling om Wegmann i foråret 2022.

## Kvindelige kunstnere ud af glemmebogen
Den 18. september - 14. oktober 1920 slog ”Den frie” dørene op for den skelsættende Kvindelige Kunstneres retrospektive Udstilling, hvis formål var at demonstrere kvindernes talenter. Siden er mange af disse kunstnere desværre gået i glemmebogen, blandt andet Bertha Wegmann. Den Hirschsprungske Samling forsøger at genindskrive Wegmann i dansk kunsthistorie ved køb af hendes værker og med udstillingen i foråret 2022.